# Miguel Gómez Camargo
Miguel Gómez Camargo (Ávila, baut. 6 de octubre de 1618 - Valladolid, 12 de abril de 1690) fue un compositor y maestro de capilla español.

## Vida
Las primeras noticias de Gómez Camargo son como cantor en la Catedral de Ávila, desde donde se desplaza a la Catedral de Segovia en marzo de 1630 para estudiar bajo el magisterio de J. de León. En Segovia estudió composición.
En agosto de 1638 consiguió el cargo de maestro de capilla de la Colegiata de San Antolín de Medina del Campo sin oposición, por nombramiento directo del cabildo.
Tras una serie de desavenencias con el cabildo metropolitano de El Burgo de Osma, el maestro Andrés de Berea partió hacia Salamanca el 10 de octubre de 1646. Los intentos del cabildo de ocupar la vacante fracasaron en diversas ocasiones, ya que los candidatos no mostraban la calidad necesaria. Dos años tuvo que suplir el cargo el organista Bartolomé Muñoz hasta que, el 21 de septiembre de 1648, «considerando dichos Señores que las diligencias que se han hecho para que haya maestro de capilla no han surtido efecto y que su falta es mucha», se decidieron por nombrar a Miguel Gómez Camargo, que en ese momento tenía 30 años. Tomó posesión del cargo el 27 de octubre de 1648. Solo permaneció tres años, ya que partió el 8 de septiembre de 1651.
En la Catedral de León, Tomás de Micieces, el mayor había dejado el 22 de noviembre de 1650 el magisterio vacante para ocupar el cargo en la Catedral Primada de España en Toledo. Gómez Camargo estuvo a cargo de la capilla de la Catedral de León de 1651 a 1654.
El 14 de mayo de 1654 Gómez Camargo pasó a ocupar el magisterio de la Catedral de Valladolid, donde permaneció hasta su fallecimiento el 12 de abril de 1690. En Valladolid fundó el Colegio de Niños Músicos.

## Obra
Miguel Gómez Camargo es uno de los compositores españoles más importantes de Barroco pleno, inspirado y prolífico. Sus obras conservadas en la Catedral de Valladolid incluyen misas, salmos, himnos y villancicos. Entre los villancicos se cuentan 9 a cuatro voces, 169 a ocho voces, 10 a 12 voces y 2 a 16 voces.
La importancia de Gómez Camargo viene incrementada por la colección de cartas suyas conservadas, unos 178 documentos, que dejan ver el trabajo musical de los maestros de capilla de la época.